# Valsequillo, Mexiko
Valsequillo är en ort i Mexiko.   Den ligger i kommunen Matamoros och delstaten Chihuahua, i den centrala delen av landet, 1 000 km nordväst om huvudstaden Mexico City. Valsequillo ligger 1 595 meter över havet och antalet invånare är 241.
Terrängen runt Valsequillo är huvudsakligen lite kuperad. Valsequillo ligger nere i en dal.  Trakten runt Valsequillo är nära nog obefolkad, med mindre än två invånare per kvadratkilometer. Närmaste större samhälle är José Esteban Coronado, 19,2 km öster om Valsequillo. Omgivningarna runt Valsequillo är i huvudsak ett öppet busklandskap.